# Bert Derkoningen
Bert Derkoningen (ur. 10 lipca 1982) – belgijski siatkarz, grający na pozycji libero, reprezentant Belgii. 

## Sukcesy klubowe
Puchar Belgii:
- 2008, 2009, 2010, 2012

Puchar CEV:
- 2008
- 2010

Mistrzostwo Belgii:
- 2008, 2009, 2011, 2012
- 2010, 2013
- 2014

Superpuchar Belgii:
- 2008, 2009, 2011, 2012

## Sukcesy reprezentacyjne
Liga Europejska:
- 2013[1]

## Nagrody indywidualne
- 2010: Najlepszy przyjmujący turnieju finałowego Pucharu CEV[2]